# Количественное смягчение
Количественное смягчение (англ. Quantitative easing, QE) — монетарная политика, используемая центральными банками для стимулирования национальных экономик, когда традиционные монетарные политики в связи с рядом факторов являются неэффективными или недостаточно эффективными. При количественном смягчении центральный банк покупает или берёт в обеспечение финансовые активы для впрыска определённого количества денег в экономику, тогда как при традиционной монетарной политике ЦБ покупает или продаёт государственные облигации для сохранения рыночных ставок процента на определённом целевом уровне.
В этом случае центральный банк покупает финансовые активы у банков и у других частных компаний на новую электронную эмиссию денег. Это позволяет увеличить банковские резервы сверх требуемого уровня (excess reserves), поднять цены приобретённых финансовых активов и снизить их доходность.
Стимулирующая монетарная политика обычно заключается в покупке ЦБ краткосрочных государственных облигаций с целью снизить краткосрочные рыночные ставки процента путём сочетания постоянных механизмов кредитования (standing lending facilities) и операций на открытом рынке. Однако традиционная монетарная политика при краткосрочных процентных ставках около нуля не позволяет снизить их ещё ниже. В этом случае монетарные власти могут использовать количественное смягчение для дальнейшего стимулирования экономики с помощью покупок долгосрочных финансовых активов, а не только краткосрочных гособлигаций, понижая таким образом долгосрочные ставки процента.
Количественное смягчение может также использоваться для удержания инфляции выше заданного уровня. В этом случае монетарная политика может быть более эффективной по сравнению с политикой сдерживания дефляции в экономике или недостаточно эффективной, если банки не будут выдавать кредиты.

## Процесс
Обычно ЦБ проводит монетарную политику поднятием или снижением его целевой межбанковской процентной ставки. В основном ЦБ достигает своей целевой процентной ставки путём операций на открытом рынке, где ЦБ покупает или продаёт краткосрочные государственные облигации у банков и других финансовых организаций. Когда ЦБ выплачивает или получает деньги за эти облигации, он изменяет количество денег в экономике и одновременно меняет доходность краткосрочных государственных облигаций, которая определяет межбанковские ставки процента.
Если номинальная ставка процента очень близка к нулю, ЦБ не может понижать её дальше. Такая ситуация, называемая ловушкой ликвидности, может возникать при дефляции или очень низкой инфляции. В этом случае ЦБ может проводить количественное смягчение покупая определённое количество облигаций или других активов у финансовых организаций без ссылки на ставку процента. Цель данной монетарной политики — увеличить денежное предложение, а не снизить ставку процента, которая не может быть снижена дальше. Эта политика часто рассматривается как «последний оплот» для стимулирования экономики.
В США 3 этапа программы количественного смягчения проводились с ноября 2008 по октябрь 2014 года. В настоящее время (август 2021 г.) продолжается 4-й этап программы (QE4), начатый 15 марта 2020 г.
Количественное смягчение, и монетарная политика в целом, может проводиться, если ЦБ контролирует используемую валюту. Центральные банки стран Еврозоны не могут в одностороннем порядке увеличивать денежное предложение и, таким образом, применять количественное смягчение. Они могут только передать данные полномочия ЕЦБ для проведения монетарной политики.

## Эффективность
Согласно МВФ политика количественного смягчения центральных банков развитых стран с начала финансового кризиса 2008 года привела к снижению системных рисков после банкротства Lehman Brothers. МВФ считает, что данная политика также привела к увеличению доверия на рынке и снижению риска рецессии стран G7.
Экономист Мартин Фелдстейн считает, что QE2 привела к росту фондового рынка во второй половине 2010 года, что в свою очередь привело к росту потребления и усилению экономики США в конце 2010.

## Риски
Количественное смягчение может привести к более высокой инфляции, чем ожидалось, если величина требуемого смягчения окажется переоцененной, и будет эмитировано слишком много денег. С другой стороны данная политика может провалиться, если банки будут неохотно выдавать кредиты малому бизнесу и домохозяйствам, чтобы стимулировать спрос. Количественное смягчение может эффективно смягчать процесс сокращения заемного капитала (deleveraging) и, таким образом, снижать доходности по долгам. Но в контексте глобальной экономики низкие процентные ставки могут приводить к фондовым пузырям в других экономиках.
Увеличение денежного предложения имеет инфляционный эффект, который проявляется с некоторой временной задержкой. Инфляционные риски могут быть смягчены, если рост экономики превзойдет рост денежного предложения, связанного со смягчением. Если производство в экономике возрастет из-за увеличенного предложения денег, производительность на единицу денег также может возрасти, даже если в экономике станет больше денег. Например, если простимулированный рост ВВП вырастет с тем же темпом, что и величина монетизированных долгов, инфляционное давление будет нейтрализовано. Это может произойти если банки будут выдавать кредиты, а не накапливать у себя наличность.
С другой стороны, если денежный спрос высоко неэластичен по отношению к ставкам процента, или процентные ставки близки к нулю (симптомы ловушки ликвидности), количественное смягчение может применяться для роста денежного предложения, и ВВП экономики находится ниже потенциально возможного уровня, инфляционный эффект будет отсутствовать или иметь небольшую величину.
Увеличение денежного предложения ведет к девальвации местной валюты по отношению к другим. Эта особенность QE помогает экспортерам страны и дебиторам, чьи долги номинированы в местной валюте, поскольку вместе с валютой девальвируется долг. Однако это напрямую вредит кредиторам страны, поскольку реальная стоимость их сбережений падает. Девальвация валюты также вредит импортерам, поскольку цены импортируемых товаров возрастают.
Новые деньги могут быть использованы банками для инвестиций в развивающиеся, товарные и сырьевые рынки, а не в виде кредитов местному бизнесу, которые испытывают трудности с финансированием.